# Mömbris
Mömbris är en köping (Markt) i Landkreis Aschaffenburg i Regierungsbezirk Unterfranken i förbundslandet Bayern i Tyskland.